# Ligue européenne féminine de handball 2025-2026
Navigation
Ligue européenne 2024-2025 Ligue européenne 2026-2027
La saison 2025-2026 de la Ligue européenne féminine de handball est la 6e édition de la compétition sous ce nom et ce format. Elle succède à la Coupe de l'EHF et constitue en ce sens la 45e édition de la compétition organisée par l'EHF.

## Formule

### Modalités
36 clubs prennent part à la compétition. Deux tours de qualification, disputés en match aller-retour, sont donc suffisants : 18 équipes entrent au premier tour, 14 équipes sont qualifiées pour le deuxième tour et 4 équipes entrent directement en phase de groupe.
Après les deux tours qualificatifs vient la phase de groupes où les douze équipes qualifiées et les quatre entrants directs sont répartis en quatre groupes de quatre équipes. Les matchs sont joués dans un système championnat avec des matchs à domicile et à l'extérieur. Les deux meilleures équipes de chaque groupe se qualifient pour la suite de la compétition.
La phase à élimination directe comprend trois tours : les quarts de finale et un Final Four comprenant les demi-finales et finales le lendemain. En quarts de finale, les qualifiés des groupes A et B d'une part et C et D d'autre part s'affrontent, premier contre deuxième en matchs aller-retour, les clubs classés premiers lors de la phase de poule ayant le privilège de jouer le match retour à domicile. Pour la finale à quatre, un tirage au sort détermine les oppositions en demi-finales.

### Attribution des places
Depuis la saison dernière, l'EHF a décidé de séparer les classements des trois coupes d'Europe. Ainsi, le classement dépend uniquement des résultats des clubs de la fédération dans cette compétition pour les saisons 2021-2022, 2022-2023 et 2023-2024 :
Ainsi les classements pour la saison 2025-2026 sont :
| Rang (évolution) | Championnat        | Coeff. | Places   | Places |
| Rang (évolution) | Championnat        | Coeff. | Attribué | Réel   |
| ---------------- | ------------------ | ------ | -------- | ------ |
| 1 (=)            | Danemark           | 96,00  | 4        | 4      |
| 2 (=)            | Allemagne          | 94,67  | 4        | 3      |
| 3 (+3)           | Norvège            | 85,67  | 3        | 4      |
| 4 (=)            | Roumanie           | 81,67  | 3        | 3      |
| 5 (-2)           | France             | 64,00  | 3        | 3      |
| 6 (-1)           | Hongrie            | 48,67  | 3        | 2      |
| 7 (+2)           | Croatie            | 38,67  | 3        | 2      |
| 8 (-1)           | Russie             | 33,00  | 0        | 0      |
| 9 (-2)           | Pologne            | 27,33  | 3        | 2      |
| 10 (=)           | Espagne            | 21,00  | 2        | 1      |
| 11 (=)           | Suède              | 13,33  | 2        | 2      |
| 12 (+2)          | Suisse             | 9,67   | 2        | 3      |
| 13 (+2)          | Serbie             | 9,67   | 2        | 1      |
| 14 (-1)          | République Tchèque | 6,33   | 2        | 1      |

| 15 (-3)                | Turquie           | 5,33 | 2 | 1 |
| 16 (=)                 | Autriche          | 2,33 | 2 | 1 |
| 17 (+1)                | Grèce             | 0,67 | 2 | 1 |
| 18 (=)                 | Islande           | 0,33 | 2 | 1 |
| 19 (non classés)       | Azerbaïdjan       | 0,00 | 1 | 0 |
| 19 (non classés)       | Chypre            | 0,00 | 1 | 0 |
| 19 (non classés)       | Finlande          | 0,00 | 1 | 0 |
| 19 (non classés)       | Israël            | 0,00 | 1 | 0 |
| 19 (non classés)       | Italie            | 0,00 | 1 | 0 |
| 19 (non classés)       | Kosovo            | 0,00 | 1 | 0 |
| 19 (non classés)       | Luxembourg        | 0,00 | 1 | 0 |
| 19 (non classés)       | Macédoine du Nord | 0,00 | 1 | 0 |
| 19 (non classés)       | Pays-Bas          | 0,00 | 1 | 1 |
| 19 (non classés)       | Portugal          | 0,00 | 1 | 1 |
| 19 (non classés)       | Ukraine           | 0,00 | 1 | 0 |
| 30 à 50 : aucune place |                   |      |   |   |

Remarques :
- les fédérations de Russie et de Biélorussie sont suspendues jusqu'à nouvel ordre.
- le nombre de clubs participants diffère du nombre de places attribuées parce que les clubs concernés ont soit été retenu en Ligue des champions (C1), soit préféré participer à la Coupe européenne (C4), soit renoncé à toute participation en coupe d'Europe, généralement pour raison financière.

### Équipes qualifiées
La liste complète des participants, après validation des places supplémentaires, surclassements et déclassements est dévoilée le 8 juillet 2025.
Les étiquettes entre parenthèses indiquent comment chaque équipe s'est qualifiée :
- T : Tenant du titre de la Ligue européenne de l'EHF
- C4 : Tenant du titre de la Coupe européenne de l'EHF
- 1er, 2e, 3e, , etc. : Position en championnat national
- C : Vainqueur de coupe nationale
- FinC : Finaliste de coupe nationale

| Phase de groupes                   | Phase de groupes                   | Phase de groupes               | Phase de groupes         |
| ---------------------------------- | ---------------------------------- | ------------------------------ | ------------------------ |
| Nykøbing Falster Håndboldklub (4e) | Thüringer HC T (4e)                | Sola HK (1/2 finaliste)        | CSM Corona Brașov (2e)   |
| Deuxième tour                      |                                    |                                |                          |
| Viborg HK (6e)                     | HSG Blomberg-LippeFinC (2e)        | HSG Bensheim/Auerbach (5e)     | VfL Oldenburg (6e)       |
| Tertnes HEFinC (2e)                | Larvik HK (1/2 finaliste)          | CS Minaur Baia Mare (4e)       | JDA Dijon HB (3e)        |
| Chambray Touraine Handball (4e)    | MOL Esztergom (3e)                 | Lokomotiva Zagreb (2e)         | RK Dalmatinka Ploče (3e) |
| Zagłębie Lubin C (1er)             | MKS LublinFinC (2e)                | BM Bera Bera C (1er)           |                          |
| Premier tour                       |                                    |                                |                          |
| HH Elite (8e)                      | Molde Elite (1/4 finaliste)        | CS Rapid BucureștiFinC (5e)    | ES Besançon (5e)         |
| Mosonmagyaróvári KC SE (5e)        | Skara HF (1er)                     | IK Sävehof (2e)                | LC Brühl (1er)           |
| Spono Eagles C (2e)                | GC Amicitia Zurich (1/2 finaliste) | Étoile rouge de Belgrade (1er) | DHK Baník Most C (1er)   |
| Yalıkavak SK (1er)                 | Hypo Niederösterreich C (1er)      | OF Néa Ionía C (1er)           | Valur Reykjavík C4 (1er) |
| JuRo Unirek (1er)                  | Benfica Lisbonne C (1er)           |                                |                          |

### Calendrier
| Nom              | Date de tirage au sort | Dates des matchs               | Nombre de participants |
| ---------------- | ---------------------- | ------------------------------ | ---------------------- |
| Premier tour     | 15 juillet 2025        | 27 septembre au 5 octobre 2025 | 18                     |
| Deuxième tour    | 15 juillet 2025        | 8 au 16 novembre               | 22                     |
| Phase de groupes | 20 novembre 2025       | 10 janvier au 22 février 2026  | 16                     |
| Quarts de finale | pas de tirage au sort  | 21 au 29 mars 2026             | 8                      |
| Final Four       | inconnue               | 16 et 17 mai 2026              | 4                      |

## Phase de qualification
Le tirage au sort des oppositions des deux tours de qualifications a eu lieu le 15 juillet 2025.

### Premier tour
Les matchs aller ont eu lieu les 27 et 28 septembre 2025 et les matchs retour la semaine suivante, les 4 et 5 octobre 2025.
|   | Équipe 1               | Score   | Équipe 2                 | Aller       | Retour      |
| - | ---------------------- | ------- | ------------------------ | ----------- | ----------- |
| 1 | Molde Elite            | ?? – ?? | Skara HF                 | [- ?? – ??] | [- ?? – ??] |
| 2 | Yalıkavak SK           | ?? – ?? | HH Elite                 | [- ?? – ??] | [- ?? – ??] |
| 3 | Mosonmagyaróvári KC SE | ?? – ?? | OF Néa Ionía             | [- ?? – ??] | [- ?? – ??] |
| 4 | Spono Eagles           | ?? – ?? | Étoile rouge de Belgrade | [- ?? – ??] | [- ?? – ??] |
| 5 | Hypo Niederösterreich  | ?? – ?? | CS Rapid București       | [- ?? – ??] | [- ?? – ??] |
| 6 | LC Brühl               | ?? – ?? | GC Amicitia Zurich       | [- ?? – ??] | [- ?? – ??] |
| 7 | IK Sävehof             | ?? – ?? | Benfica Lisbonne         | [- ?? – ??] | [- ?? – ??] |
| 8 | ES Besançon            | ?? – ?? | DHK Banik Most           | [- ?? – ??] | [- ?? – ??] |
| 9 | JuRo Unirek            | ?? – ?? | Valur Reykjavik          | [- ?? – ??] | [- ?? – ??] |

En conséquence de la qualification directe du Tertnes HE pour la phase de groupes, le vainqueur du troisième match du premier tour entre le Mosonmagyaróvári KC SE et le OF Néa Ionía est également qualifié pour la phase de groupes.

### Deuxième tour
Le tirage au sort des matchs a eu lieu en même temps que pour le premier tour. Les matchs aller ont eu lieu les 8 et 9 novembre 2025 et les matchs retour la semaine suivante, les 15 et 16 novembre 2025.
| Équipe 1                                              | Score   | Équipe 2                                           | Aller       | Retour      |
| ----------------------------------------------------- | ------- | -------------------------------------------------- | ----------- | ----------- |
| MKS Lublin                                            | ?? – ?? | Zagłębie Lubin                                     | [- ?? – ??] | [- ?? – ??] |
| BM Bera Bera                                          | ?? – ?? | JDA Dijon HB                                       | [- ?? – ??] | [- ?? – ??] |
| MOL Esztergom                                         | ?? – ?? | [T1.4] ( Spono Eagles ou Étoile rouge de Belgrade) | [- ?? – ??] | [- ?? – ??] |
| [T1.7] ( IK Sävehof ou Benfica Lisbonne)              | ?? – ?? | Viborg HK                                          | [- ?? – ??] | [- ?? – ??] |
| Chambray Touraine Handball                            | ?? – ?? | [T1.8] ( ES Besançon ou DHK Banik Most)            | [- ?? – ??] | [- ?? – ??] |
| Larvik HK                                             | ?? – ?? | [T1.1] ( Molde Elite ou Skara HF)                  | [- ?? – ??] | [- ?? – ??] |
| [T1.5] ( Hypo Niederösterreich ou CS Rapid București) | ?? – ?? | HSG Bensheim/Auerbach                              | [- ?? – ??] | [- ?? – ??] |
| HSG Blomberg-Lippe                                    | ?? – ?? | [T1.9] ( JuRo Unirek ou Valur Reykjavik)           | [- ?? – ??] | [- ?? – ??] |
| Lokomotiva Zagreb                                     | ?? – ?? | [T1.6] (LC Brühl ou GC Amicitia Zurich )           | [- ?? – ??] | [- ?? – ??] |
| [T1.2] ( Yalıkavak SK ou HH Elite)                    | ?? – ?? | CS Minaur Baia Mare                                | [- ?? – ??] | [- ?? – ??] |
| VfL Oldenburg                                         | ?? – ?? | RK Dalmatinka Ploče                                | [- ?? – ??] | [- ?? – ??] |

## Phase de groupes
Le tirage au sort des groupes aura lieu le 20 novembre 2025. Quatre équipes, issues des quatre meilleurs championnats, sont dispensées de qualifications et directement qualifiées pour cette phase. Elles sont rejointes par les 12 équipes qualifiées des tours précédents.

### Légende
- Quarts de finale
- Éliminé

### Groupe A
|   | Équipe | Pts | J | G | N | P | Bp | Bc | Diff |  | Résultats (dom.\ext.) | -   | -   | -   | -   |
| - | ------ | --- | - | - | - | - | -- | -- | ---- |  | --------------------- | --- | --- | --- | --- |
| 1 | -      | 0   | 0 | 0 | 0 | 0 | 0  | 0  |      |  | -                     |     | 0-0 | 0-0 | 0-0 |
| 2 | -      | 0   | 0 | 0 | 0 | 0 | 0  | 0  |      |  | -                     | 0-0 |     | 0-0 | 0-0 |
| 3 | -      | 0   | 0 | 0 | 0 | 0 | 0  | 0  |      |  | -                     | 0-0 | 0-0 |     | 0-0 |
| 4 | -      | 0   | 0 | 0 | 0 | 0 | 0  | 0  |      |  | -                     | 0-0 | 0-0 | 0-0 |     |

### Groupe B
|   | Équipe | Pts | J | G | N | P | Bp | Bc | Diff |  | Résultats (dom.\ext.) | -   | -   | -   | -   |
| - | ------ | --- | - | - | - | - | -- | -- | ---- |  | --------------------- | --- | --- | --- | --- |
| 1 | -      | 0   | 0 | 0 | 0 | 0 | 0  | 0  |      |  | -                     |     | 0-0 | 0-0 | 0-0 |
| 2 | -      | 0   | 0 | 0 | 0 | 0 | 0  | 0  |      |  | -                     | 0-0 |     | 0-0 | 0-0 |
| 3 | -      | 0   | 0 | 0 | 0 | 0 | 0  | 0  |      |  | -                     | 0-0 | 0-0 |     | 0-0 |
| 4 | -      | 0   | 0 | 0 | 0 | 0 | 0  | 0  |      |  | -                     | 0-0 | 0-0 | 0-0 |     |

### Groupe C
|   | Équipe | Pts | J | G | N | P | Bp | Bc | Diff |  | Résultats (dom.\ext.) | -   | -   | -   | -   |
| - | ------ | --- | - | - | - | - | -- | -- | ---- |  | --------------------- | --- | --- | --- | --- |
| 1 | -      | 0   | 0 | 0 | 0 | 0 | 0  | 0  |      |  | -                     |     | 0-0 | 0-0 | 0-0 |
| 2 | -      | 0   | 0 | 0 | 0 | 0 | 0  | 0  |      |  | -                     | 0-0 |     | 0-0 | 0-0 |
| 3 | -      | 0   | 0 | 0 | 0 | 0 | 0  | 0  |      |  | -                     | 0-0 | 0-0 |     | 0-0 |
| 4 | -      | 0   | 0 | 0 | 0 | 0 | 0  | 0  |      |  | -                     | 0-0 | 0-0 | 0-0 |     |

### Groupe D
|   | Équipe | Pts | J | G | N | P | Bp | Bc | Diff |  | Résultats (dom.\ext.) | -   | -   | -   | -   |
| - | ------ | --- | - | - | - | - | -- | -- | ---- |  | --------------------- | --- | --- | --- | --- |
| 1 | -      | 0   | 0 | 0 | 0 | 0 | 0  | 0  |      |  | -                     |     | 0-0 | 0-0 | 0-0 |
| 2 | -      | 0   | 0 | 0 | 0 | 0 | 0  | 0  |      |  | -                     | 0-0 |     | 0-0 | 0-0 |
| 3 | -      | 0   | 0 | 0 | 0 | 0 | 0  | 0  |      |  | -                     | 0-0 | 0-0 |     | 0-0 |
| 4 | -      | 0   | 0 | 0 | 0 | 0 | 0  | 0  |      |  | -                     | 0-0 | 0-0 | 0-0 |     |

## Phase finale

### Quarts de finale
Les quarts de finale aller ont eu lieu les 21 et 22 mars 2026 et les matchs retour la semaine suivante, les 28 et 29 mars 2026.
| Équipe 1 | Score   | Équipe 2 | Aller       | Retour      |
| -------- | ------- | -------- | ----------- | ----------- |
| [B2] -   | ?? – ?? | - [A1]   | [- ?? – ??] | [- ?? – ??] |
| [A2] -   | ?? – ?? | - [B1]   | [- ?? – ??] | [- ?? – ??] |
| [D2] -   | ?? – ?? | - [C1]   | [- ?? – ??] | [- ?? – ??] |
| [C2] -   | ?? – ?? | - [D1]   | [- ?? – ??] | [- ?? – ??] |

| 21 ou 22 mars 2026 | -                  | ?? – ?? (ap) | - |  |
| 21 ou 22 mars 2026 | (?? – ??, ?? – ??) |              |   |  |
| 21 ou 22 mars 2026 |                    |              |   |  |
| 21 ou 22 mars 2026 | [- Rapport]        |              |   |  |

| 28 ou 29 mars 2026 | -                  | ?? – ?? (ap) | - |  |
| 28 ou 29 mars 2026 | (?? – ??, ?? – ??) |              |   |  |
| 28 ou 29 mars 2026 |                    |              |   |  |
| 28 ou 29 mars 2026 | [- Rapport]        |              |   |  |

| 21 ou 22 mars 2026 | -                  | ?? – ?? (ap) | - |  |
| 21 ou 22 mars 2026 | (?? – ??, ?? – ??) |              |   |  |
| 21 ou 22 mars 2026 |                    |              |   |  |
| 21 ou 22 mars 2026 | [- Rapport]        |              |   |  |

| 28 ou 29 mars 2026 | -                  | ?? – ?? (ap) | - |  |
| 28 ou 29 mars 2026 | (?? – ??, ?? – ??) |              |   |  |
| 28 ou 29 mars 2026 |                    |              |   |  |
| 28 ou 29 mars 2026 | [- Rapport]        |              |   |  |

| 21 ou 22 mars 2026 | -                  | ?? – ?? (ap) | - |  |
| 21 ou 22 mars 2026 | (?? – ??, ?? – ??) |              |   |  |
| 21 ou 22 mars 2026 |                    |              |   |  |
| 21 ou 22 mars 2026 | [- Rapport]        |              |   |  |

| 28 ou 29 mars 2026 | -                  | ?? – ?? (ap) | - |  |
| 28 ou 29 mars 2026 | (?? – ??, ?? – ??) |              |   |  |
| 28 ou 29 mars 2026 |                    |              |   |  |
| 28 ou 29 mars 2026 | [- Rapport]        |              |   |  |

| 21 ou 22 mars 2026 | -                  | ?? – ?? (ap) | - |  |
| 21 ou 22 mars 2026 | (?? – ??, ?? – ??) |              |   |  |
| 21 ou 22 mars 2026 |                    |              |   |  |
| 21 ou 22 mars 2026 | [- Rapport]        |              |   |  |

| 28 ou 29 mars 2026 | -                  | ?? – ?? (ap) | - |  |
| 28 ou 29 mars 2026 | (?? – ??, ?? – ??) |              |   |  |
| 28 ou 29 mars 2026 |                    |              |   |  |
| 28 ou 29 mars 2026 | [- Rapport]        |              |   |  |

### Finale à quatre
La finale à quatre se déroule sur un lieu unique les 16 et 17 mai 2026.
|  | Demi-finales | Demi-finales | Demi-finales | Demi-finales |                               |    | Finale      | Finale      | Finale      | Finale      |
|  |              |              |              |              |                               |    |             |             |             |             |
|  | 16 mai 2026  | 16 mai 2026  | 16 mai 2026  | 16 mai 2026  |                               |    | 17 mai 2026 | 17 mai 2026 | 17 mai 2026 | 17 mai 2026 |
|  | -            | -            | ??           | ??           |                               |    | 17 mai 2026 | 17 mai 2026 | 17 mai 2026 | 17 mai 2026 |
|  | -            | -            | ??           | ??           |                               |    | 17 mai 2026 | 17 mai 2026 | 17 mai 2026 | 17 mai 2026 |
|  | -            | -            | ??           | ??           |                               |    | 17 mai 2026 | 17 mai 2026 | 17 mai 2026 | 17 mai 2026 |
|  | -            | -            | ??           | ??           | -                             | -  | ??          | ??          |             |             |
|  | 16 mai 2026  |              |              |              | -                             | -  | ??          | ??          |             |             |
|  |              |              | -            | -            | ??                            | ?? |             |             |             |             |
|  | -            | -            | -            | -            | ??                            | ?? | ??          | ??          |             |             |
|  | -            | -            |              |              |                               |    |             | ??          |             |             |
|  | -            | -            | ??           | ??           |                               |    |             |             |             |             |
|  | -            | -            | ??           | ??           | Match pour la troisième place |    |             |             |             |             |
|  |              |              |              |              |                               |    |             |             |             |             |
|  | 17 mai 2026  |              |              |              |                               |    |             |             |             |             |
|  | -            | -            | ??           | ??           |                               |    |             |             |             |             |
|  | -            | -            | ??           | ??           |                               |    |             |             |             |             |
|  | -            | -            | ??           | ??           |                               |    |             |             |             |             |
|  | -            | -            | ??           | ??           |                               |    |             |             |             |             |

#### Demi-finales
| 16 mai 2026 - | -           | ?? – ?? | - |  |
| 16 mai 2026 - | (??-??)     |         |   |  |
| 16 mai 2026 - | [- Rapport] |         |   |  |

| 16 mai 2026 - | -           | ?? – ?? | - |  |
| 16 mai 2026 - | (??-??)     |         |   |  |
| 16 mai 2026 - | [- Rapport] |         |   |  |

#### Match pour la troisième place
| 17 mai 2026 - | -           | ?? – ?? | - |  |
| 17 mai 2026 - | (??-??)     |         |   |  |
| 17 mai 2026 - | [- Rapport] |         |   |  |

#### Finale
| 17 mai 2026 - | -           | ?? – ?? | - |  |
| 17 mai 2026 - | (??-??)     |         |   |  |
| 17 mai 2026 - | [- Rapport] |         |   |  |

## Les vainqueurs
| Vainqueur - Ligue européenne de l'EHF 2025-2026 - ?e titre |

## Statistiques et récompenses
Les meilleures buteuses sont :
| Rang | Joueuse | Club | Buts |
| ---- | ------- | ---- | ---- |
| 1    | '-      | -    | -    |
| 2    | -       | -    |      |
| 3    | -       | -    |      |
| 4    | -       | -    |      |
| 5    | -       | -    |      |
| 6    | -       | -    |      |
| 7    | -       | -    |      |
| 8    | -       | -    |      |
| 9    | -       | -    |      |
| 10   | -       | -    |      |

## Nombre d'équipes par association et par tour
L'ordre des fédérations est établi suivant le classement EHF des pays pour la saison 2024/2025.
| Association        | Association | Premier tour                                 | Deuxième tour                                              | Phase de groupes                    | Quarts de finale | Demi-finales | Petite finale | Finale |  |
| ------------------ | ----------- | -------------------------------------------- | ---------------------------------------------------------- | ----------------------------------- | ---------------- | ------------ | ------------- | ------ |  |
| Danemark           |             | 1 HH Elite                                   | >=1 Viborg HK                                              | 1 à 3 Nykøbing Falster Håndboldklub |                  |              |               |        |  |
| Allemagne          |             |                                              | 3 HSG Blomberg-Lippe, HSG Bensheim/Auerbach, VfL Oldenburg | 1 à 4 Thüringer HC T                |                  |              |               |        |  |
| Norvège            |             | 1 Molde Elite                                | >1 ou 2 , Larvik HK                                        | 1 à 3 Tertnes HE                    |                  |              |               |        |  |
| Roumanie           |             | 1 CS Rapid București                         | 1 ou 2 CS Minaur Baia Mare                                 | 1 à 3 CSM Corona Brașov             |                  |              |               |        |  |
| France             |             | 1 ES Besançon                                | 1 à 3 JDA Dijon HB, Chambray Touraine Handball             | 1 à 2 -                             |                  |              |               |        |  |
| Hongrie            |             | 1 Mosonmagyaróvári KC SE                     | 1 MOL Esztergom                                            | 0 à 2 -                             |                  |              |               |        |  |
| Croatie            |             |                                              | 2 Lokomotiva Zagreb,RK Dalmatinka Ploče                    | 0 à 2 -                             |                  |              |               |        |  |
| Pologne            |             |                                              | 2 Zagłębie Lubin, MKS Lublin                               | 1 Zagłębie Lubin ou MKS Lublin      |                  |              |               |        |  |
| Espagne            |             |                                              | 1 BM Bera Bera                                             | 0 ou 1 -                            |                  |              |               |        |  |
| Suède              |             | 2 Skara HF, IK Sävehof                       | 0 à 2 -                                                    |                                     |                  |              |               |        |  |
| Suisse             |             | 3 LC Brühl, Spono Eagles, GC Amicitia Zurich | 1 ou 2 LC Brühl ou GC Amicitia Zurich                      | 0 à 2 -                             |                  |              |               |        |  |
| Serbie             |             | 1 Étoile rouge de Belgrade                   | 0 ou 1 -                                                   | 0 à 1 -                             |                  |              |               |        |  |
| République Tchèque |             | 1 DHK Baník Most                             | 1 -                                                        | 0 à 1 -                             |                  |              |               |        |  |
| Turquie            |             | 1 Yalıkavak SK                               | 0 ou 1 -                                                   | 0 ou 1 -                            |                  |              |               |        |  |
| Autriche           |             | 1 Hypo Niederösterreich                      | 0 ou 1 -                                                   | 0 ou 1 -                            |                  |              |               |        |  |
| Grèce              |             | 1 OF Néa Ionía                               | 0 ou 1 -                                                   | 0 ou 1 -                            |                  |              |               |        |  |
| Islande            |             | 1 Valur Reykjavík                            | 0 ou 1 -                                                   | 0 ou 1 -                            |                  |              |               |        |  |
| Pays-Bas           |             | 1 JuRo Unirek                                | 0 ou 1 -                                                   | 0 ou 1 -                            |                  |              |               |        |  |
| Portugal           |             | 1 Benfica Lisbonne                           | 0 ou 1 -                                                   | 0 ou 1 -                            |                  |              |               |        |  |
| Total              | Total       | 18                                           | 22                                                         | 16                                  | 8                | 4            | 2             | 2      |  |